# Honours Act 1925
Der Honours Act 1925 (englisch Honours (Prevention of Abuses) Act, 1925, voller Titel:  An Act for the prevention of abuses in connection with the Grant of Honours) ist ein Gesetz (englisch Act of Parliament) des Vereinigten Königreiches, welches den Verkauf von Peerages und anderen Adelswürden unter Strafe stellt. Es wurde am 7. August 1925 verabschiedet. Das Gesetz wurde als Reaktion auf das Geschäftsgebaren des liberalen Premierministers David Lloyd George eingebracht, der sich jahrelang mit dem umstrittenen massiven Verkauf von Adelswürden an reiche Interessenten einen umfangreichen persönlichen Wahlkampffonds aufgebaut hatte.

## Hintergrund: Verleihung von Titeln im viktorianischen Zeitalter

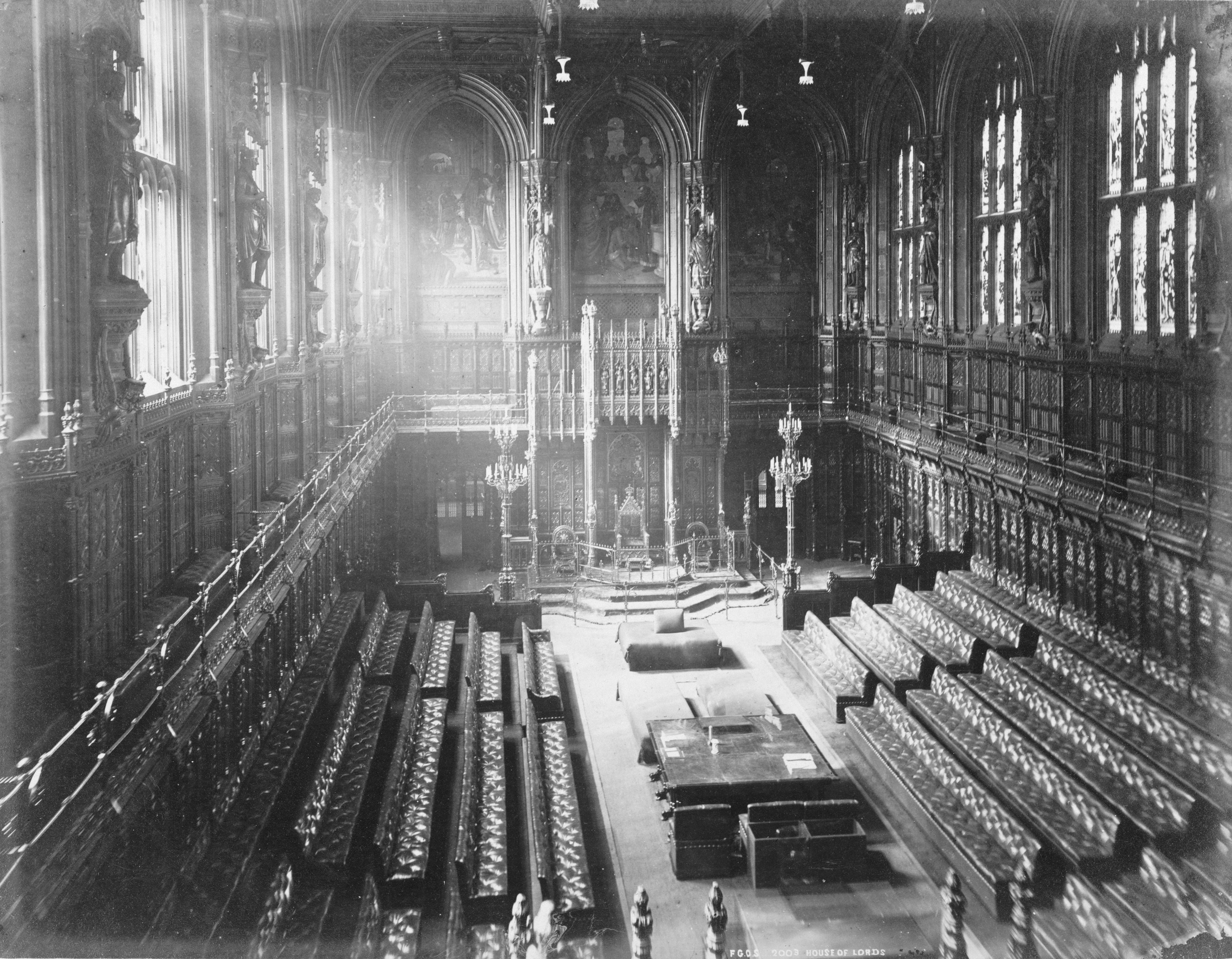
House of Lords, Aufnahme zwischen 1870 und 1885

Historisch gesehen war während der Mitte von Königin Victorias Regentschaft der britische Adel eine relativ homogene Schicht. Nobilitierungen fanden nur in begrenzter Zahl statt. Neue Nobilitierungen wurden zudem meist innerhalb eines geschlossenen Zirkels von reichen Landbesitzern vorgenommen. Zum Ende des 19. Jahrhunderts hin kam es schrittweise zu einer Transformation und Ausweitung dieser bestehenden Praxis. Sowohl die Zahl der Nobilitierungen stieg mit jedem Jahr an, als auch der Kreis der Empfänger: Waren Anzahl und Kreis der Geehrten zuvor noch klein gewesen, kam es nun jährlich zu einem zahlenmäßigen Anstieg der Nobilitierungen. Außerdem wurden nun zunehmend Nobilitierungen vorgenommen, um damit vergangene geleistete wertvolle Dienste für Staat und Öffentlichkeit zu würdigen. Dabei war der Rahmen weit gezogen und es wurden nun auch hervorragende Leistungen in Kunst und Kultur sowie in Kommerz und Handel, in öffentlicher Fürsorge und der Wissenschaft gewürdigt. Zunehmend machten auch die jeweiligen amtierenden Premierminister von ihrem Vorschlagsrecht Gebrauch, um so verdiente Anhänger zu adeln. Damit wurde das Oberhaus (House of Lords) weiter geöffnet; wie Lord Curzon 1917 bemerkte, waren Adelswürden nun nicht länger essentiell ein patrizisches Vorrecht und Nobilität nunmehr ein legitimes Objekt öffentlicher Ambitionen. Es kam in seinen Worten zu einer „Demokratisierung der Ehrenlisten“. Parallel dazu gingen diese Entwicklungen mit einer analogen Veränderung der oberen Gesellschaftsschicht einher, die ebenfalls nicht mehr allein vom alteingesessenen erblichen Hochadel dominiert wurde, sondern zunehmend auch von reichen Unternehmern, die sich seit dem spätviktorianischen Zeitalter ihren Weg in die High Society bahnten. Sukzessive kam es zu einer Ausweitung der Verleihung von Adelswürden. Betrug die durchschnittliche jährliche Zahl neuer Peers zwischen 1837 und 1881 noch etwa 5, kam es zwischen 1882 und 1911 zu einer Verdopplung dieser Zahl.

## Verkauf von Peerages unter David Lloyd George

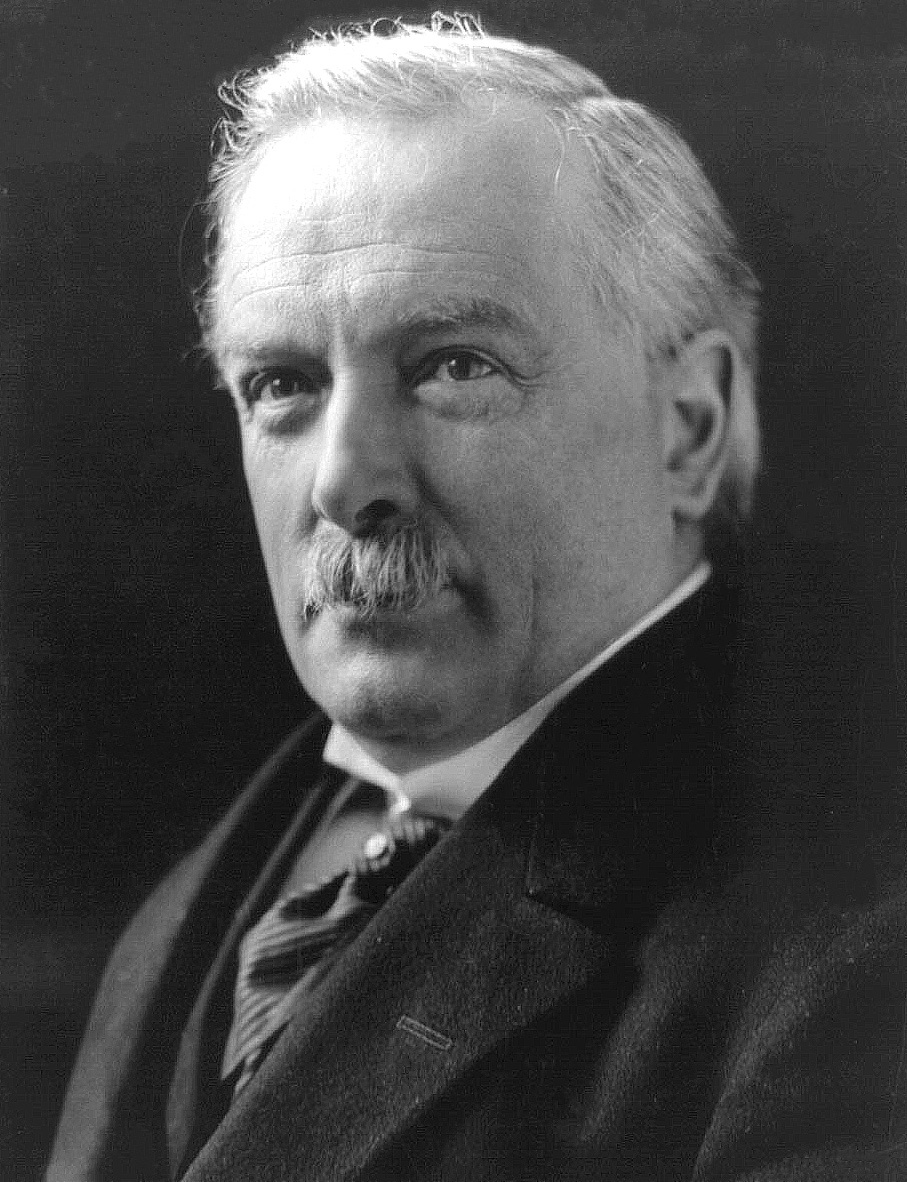
Premierminister David Lloyd George (1919)

War die durchschnittliche jährliche Zahl der Erhebungen in den Adelsstand bereits im spätviktorianischen und edwardianischen Zeitalter kontinuierlich angestiegen, kam es mit Beginn der Amtszeit von Premierminister David Lloyd George allerdings zu einer geradezu inflationären Ausweitung der bisherigen Praxis. Lloyd George schuf in seiner Amtszeit zwischen 1916 und 1922 allein 90 Peers. Hinzu kamen zahlreiche weitere Ernennungen zu anderen Ehren. Mit jedem Jahr seiner Zeit als Premierminister wuchs die Zahl der neuen Nobilitierungen weiter an. Neu – und in der Folge besonders umstritten – war jedoch zur Verbitterung neutraler Beobachter nicht nur die reine Zahl der Adelserhebungen, mehrfach wurden nun auch Männer mit äußerst zweifelhafter Reputation in die jährlich veröffentlichte Liste neuer Erhebungen in den Adelsstand aufgenommen. So wurde 1921 beispielsweise auch ein britischer Reeder nobilitiert, der während des Ersten Weltkriegs wegen Hortung von Lebensmitteln verurteilt worden war.
Lloyd George, der nur einen Teil der seit 1916 gespaltenen Liberal Party anführte, hatte keinen Zugang zu den Parteigeldern; die offiziellen Finanzmittel der Liberalen Partei wurden von Parteiführer H. H. Asquith und seinen Anhängern kontrolliert, die 1916 in die Opposition gegangen waren. So schuf er sich mit dem Verkauf von Adelstiteln einen eigenen Wahlkampffonds, der am Ende seiner Amtszeit als Premierminister auf eine Gesamtsumme von mehr als 2 Millionen £ angewachsen war.
Die Whips von Lloyd Georges Teil der Liberalen Partei und persönliche Vertrauensleute wie der Londoner Berufsschwindler Maundy Gregory verkauften Peerages und Ehren zu festen Beitragssätzen zu Lloyd Georges Spendenkasse, mit der er sich einen persönlichen Wahlkampffonds aufbaute. 10.000 £ mussten für eine Ernennung zum Knight, 30.000 £ für die Ernennung zum Baronet und mehr als 50.000 £ für eine Peerswürde bezahlt werden.

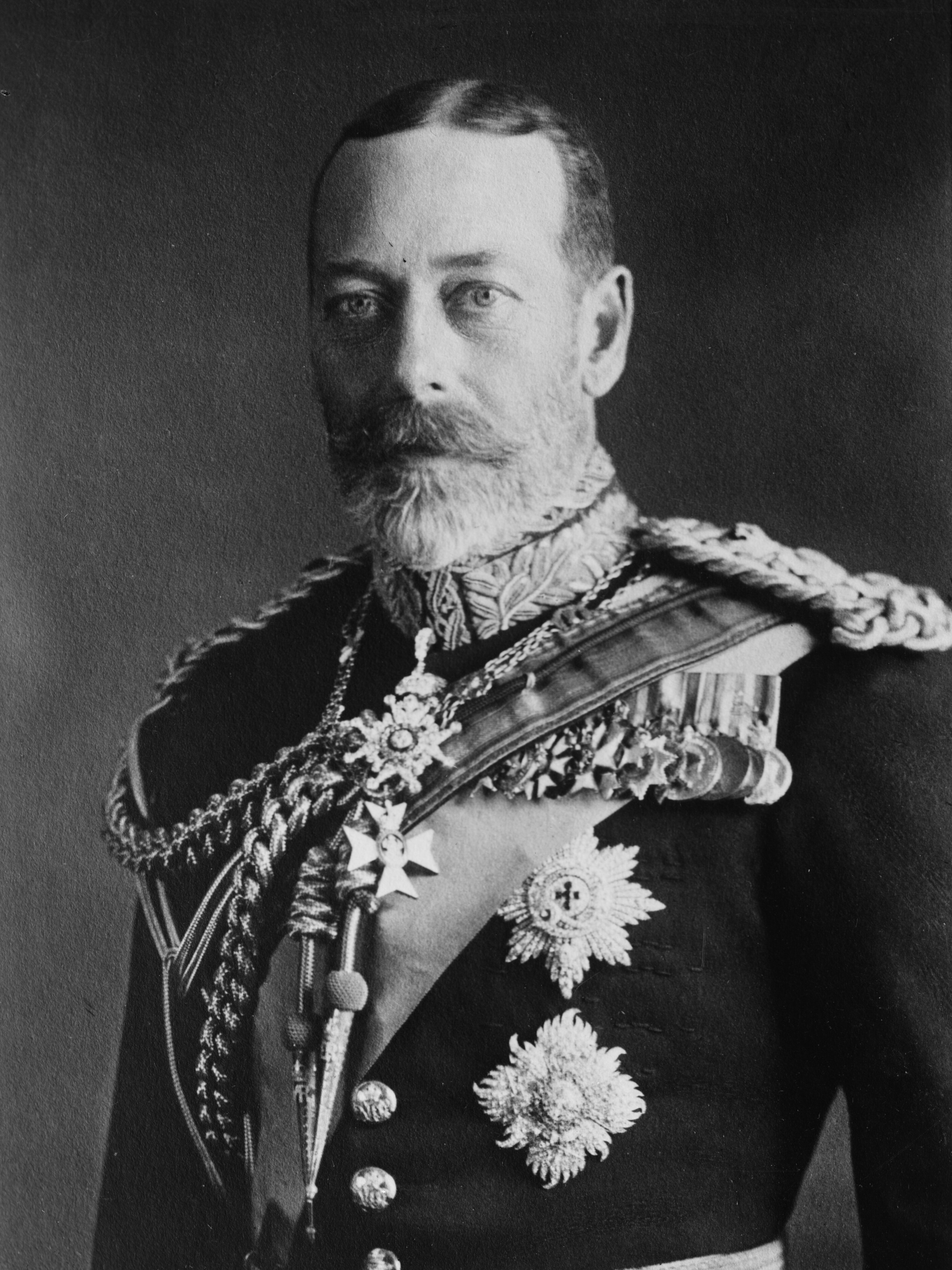
König Georg V. (Aufnahme von 1923)

Schließlich brach sich der Unmut Bahn und im Juni 1922 erschütterte der Skandal Westminster, als die jährliche Liste der Birthday Honours veröffentlicht wurde. Die Liste schloss mit Archibald Williamson, Samuel Waring und Joseph Robinson drei schwerreiche Männer mit ein, die eine äußerst zweifelhafte Reputation genossen und alle bereits mit dem Gesetz in Konflikt gekommen waren. So war der Südafrikaner Robinson, ein reicher Minenbesitzer, in der Vergangenheit bereits wegen betrügerischer Geschäftspraktiken zu hohen Geldstrafen verurteilt worden. König Georg V., der sich bereits mehrfach darüber beschwert hatte, dass Lloyd George die königliche Prärogative ignoriere und Peerages verteile, ohne ihn überhaupt zu informieren, machte einen formellen Protest öffentlich; in diesem beklagte er „die exzessive Zahl der verliehenen Nobilitierungen, die Persönlichkeit einiger der Empfänger und die fragwürdigen Umstände, unter denen einige der Nobilitierungen in gewissen Umständen gewährt wurden.“ Quer durch alle Parteien wurden nun Forderungen nach einer Untersuchung laut.
Im Oberhaus kam es zu einer Debatte, in deren Verlauf Lloyd George scharf angegriffen wurde. Seine Praktiken wurden als Missbrauch des Amts des Premierministers angeprangert; der Duke of Northumberland zeichnete ein detailliertes Bild der vergangenen Jahre der Korruption und verurteilte den Premierminister für seine Rücksichtslosigkeit und Unehrlichkeit. Im Unterhaus wollte Lloyd George anfänglich die Angelegenheit aussitzen, sah sich jedoch aufgrund eines Antrags mit mehr als 300 Unterzeichnern gezwungen, einer Debatte über das Thema zuzustimmen. Lloyd George zeigte sich kämpferisch und verteidigte seine Handlungen bei der folgenden Debatte im Unterhaus energisch, musste jedoch schließlich der Einsetzung einer königlichen Kommission zustimmen, die sich eingehend mit der Zuerkennung von Adelstiteln beschäftigen sollte. Einen unabhängigen gemeinsamen Untersuchungsausschuss im Parlament konnte er dagegen erfolgreich verhindern; in der königlichen Untersuchungskommission vermochte er einen Passus einzufügen, dass dieser sich mit der Praxis für zukünftige Nobilitierungen befassen sollte und somit nur sehr limitiert alte Fälle untersucht werden würden. Zudem konnte er auf die Besetzung Einfluss nehmen und so verhindern, dass seine schärfsten Kritiker in dieser Sache, der Duke of Northumberland, Lord Selborne und der einflussreiche James Gascoyne-Cecil, 4. Marquess of Salisbury der Kommission angehören würden. Damit hatte er die Angelegenheit zunächst entschärft, sie markierte jedoch einen weiteren Schritt im Niedergang der Koalition zwischen der Conservative Party und Lloyd Georges Liberalen und trug mit zu seinem Sturz bei.
Nachdem die Konservativen im Oktober 1922 beim Carlton-Club-Treffen mehrheitlich gegen eine weitere Fortführung der Koalition mit Lloyd Georges Liberalen gestimmt hatten, wurde der Weg frei für eine konservative Alleinregierung unter dem neuen konservativen Parteiführer Andrew Bonar Law. Dieser beauftragte seine langjährige rechte Hand, J. C. C. Davidson, damit, Maundy Gregorys Organisation zu infiltrieren und zu beseitigen. Mehrere bereits avisierte Nobilitierungen, die Gregorys Organisation an ihre reiche Klienten verkauft hatte, wurden diskret widerrufen.

## Der Honours Act
Als die königliche Kommission schließlich ihren Bericht veröffentlichte, war Lloyd George bereits gestürzt worden und saß auf den Bänken der Opposition. Ihre zwei wichtigsten Vorschläge wurden sofort umgesetzt: Zum einen wurde ein Honours Scrutiny Commitee installiert, bestehend aus drei Mitgliedern des Privy Council, die nicht der Regierung angehören. Zum anderen wurde der Honours (Prevention of Abuses) Act ausformuliert, der den Handel von Titeln zu einer kriminellen Straftat macht. Dieser wurde am 7. August 1925 ohne größere Widerstände verabschiedet.
Lloyd George dagegen konnte sich durch seine vergangene Einflussnahme auf Besetzung und Zielvorgabe der königlichen Kommission aus der für ihn heiklen Situation herausmanövrieren und auch die Kontrolle über seinen persönlichen Wahlkampffonds behalten. Dieser wurde jedoch nach der liberalen Wahlniederlage 1922 zu einem weiteren Streitpunkt zwischen ihm und Asquiths liberaler Fraktion. Asquiths Liberale, obwohl sie Lloyd Georges Praktiken vehement und öffentlich verurteilt hatten, erwarteten vor einer Wiedervereinigung der beiden Fraktionen, dass Lloyd George die Kontrolle über seinen Fonds an die Parteiorganisation abgeben würde; dieser verweigerte dies jedoch und hielt an seiner persönlichen Kontrolle über das Geld fest, solange er selbst nicht zum Parteiführer einer wiedervereinigten Liberalen Partei gewählt worden sei.
Maundy Gregory, Lloyd Georges wichtigster Zuarbeiter beim Verkauf von Adelswürden, wurde im Jahr 1933 aufgrund des Honours Act verurteilt, als er versuchte, vatikanische Ritterorden an reiche Geschäftsleute in Großbritannien zu verkaufen.